# Strobilops sp. nov. 1
Strobilops sp. nov. 1 es una especie de molusco gasterópodo de la familia Strobilopsidae en el orden de los Stylommatophora.

## Distribución geográfica
Es endémica de Nicaragua.  